# Comford
Comford – wieś w Anglii, w Kornwalii. Leży 28 km na północny wschód od miasta Penzance i 383 km na zachód od Londynu.